# Uracil
Uracil (symbol U nebo Ura) je heterocyklická sloučenina, jejímž základem je pyrimidinová nukleová báze. Jedná se tedy o derivát pyrimidinu s heterocyklickým aromatickým kruhem a dvěma připojenými substituenty (2 atomy kyslíku na pozicích 2 a 4). Uracil je demethylovaná forma thyminu a přirozeně se vyskytující derivát pyrimidinu.
Uracil je jednou z nukleových bází v nukleové kyselině RNA společně s adeninem, guaninem a cytosinem. Nukleosidy uracilu jsou uridin v RNA a velmi vzácný deoxyuridin v DNA. V párování bází Watson-Crick tvoří dvě vodíkové vazby s adeninem. V DNA se uracil nevyskytuje a místo něj se s adeninem v DNA páruje thymin.
V organismu se uracil nachází vázaný na ribózový fosfát, buď jako jeden z nukleotidů uridinmonofosfát (UMP), uridindifosfát (UDP), uridintrifosfát (UTP) nebo jako složka ribonukleové kyseliny (RNA).

## Historie
- Název uracil byl vytvořen v roce 1885 německým chemikem Robertem Behrendem, který se pokoušel syntetizovat deriváty kyseliny močové a odvodil strukturu této sloučeniny z methylderivátu.
- V roce 1900 jej Albert Ascol izoloval při hydrolýze kvasinek. Dále byl nalezen v brzlíku a slezině skotu, spermiích sleďů a pšeničných klíčcích.
- Na základě izotopových poměrů 12C : 13C v organických sloučeninách nalezených v meteoritu Murchison se předpokládá, že uracil, xantin a příbuzné molekuly mohly být také vytvořeny mimo zemi.  Data ze sondy Cassini, která obíhá v soustavě Saturnu, naznačují, že uracil je přítomen na povrchu jeho měsíce Titan.

## Vlastnosti

Tautomery uracilu

- Tautomery uraciluJedná se o rovinnou, nenasycenou sloučeninu, která má schopnost absorbovat světlo.
- Je to bílá prášková pevná látka, která se taví při teplotě 341 °C.

Disociace uracilu

- Disociace uraciluRentgenová analýza krystalové struktury prokázala, že z možných šesti tautomerních forem v pevném stavu je přítomna především dioxoforma (1).
- Uracil je slabá kyselina (pKa = 9,45). V uracilovém aniontu je záporný náboj delokalizován, a proto se uracil rozpouští ve vodných alkáliích a vodném amoniaku.

## Sloučeniny obsahující uracil

Vlevo uridin a vpravo pseudouridin.

### Nukleosidy
Nukleosidy se skládají z pětiuhlíkového sacharidu (ribózy nebo deoxyribózy) a z nukleové báze (ze skupiny purinů nebo pyrimidinů). Nukleosidy jsou základní molekulární stavební kameny nukleotidů, od kterých se liší tím, že neobsahují kyselinu fosforečnou. V živých organismech jsou nukleosidy jako součást nukleotidů nositeli genetické informace.

Uridintrifosfát

Uracil tvoří s ribózou dva různé nukleosidy:
- uridin (značka U, spojení přes atom N1)
- pseudouridin (značka Ψ, spojení přes atom C5)

### Nukleotidy
Nukleotidy jsou fosforylované nukleosidy, tedy látky složené z nukleové báze (nejčastěji purinové nebo pyrimidinové), pětiuhlíkového monosacharidu (ribóza nebo deoxyribóza) a jednoho nebo více zbytků kyseliny fosforečné. Pokud je kyselina fosforečná navázána na uracil vznikají životně důležité sloučeniny.

Vodíkové vazby v páru adenin-uridin

Fosforylace uridinu na atomu C5 ribózy vede k důležitým nukleotidům uridinmonofosfátu (UMP), uridindifosfátu (UDP) a uridintrifosfátu (UTP).

### DNA a RNA
Uracil je jednou z nukleových bází v nukleové kyselině RNA společně s adeninem, guaninem a cytosinem. Nukleosidy uracilu jsou uridin v RNA a velmi vzácný deoxyuridin v DNA. V párování bází Watson-Crick tvoří dvě vodíkové vazby s adeninem. V DNA se uracil nevyskytuje a místo něj se s adeninem v DNA páruje thymin.

## Uracil v RNA a DNA

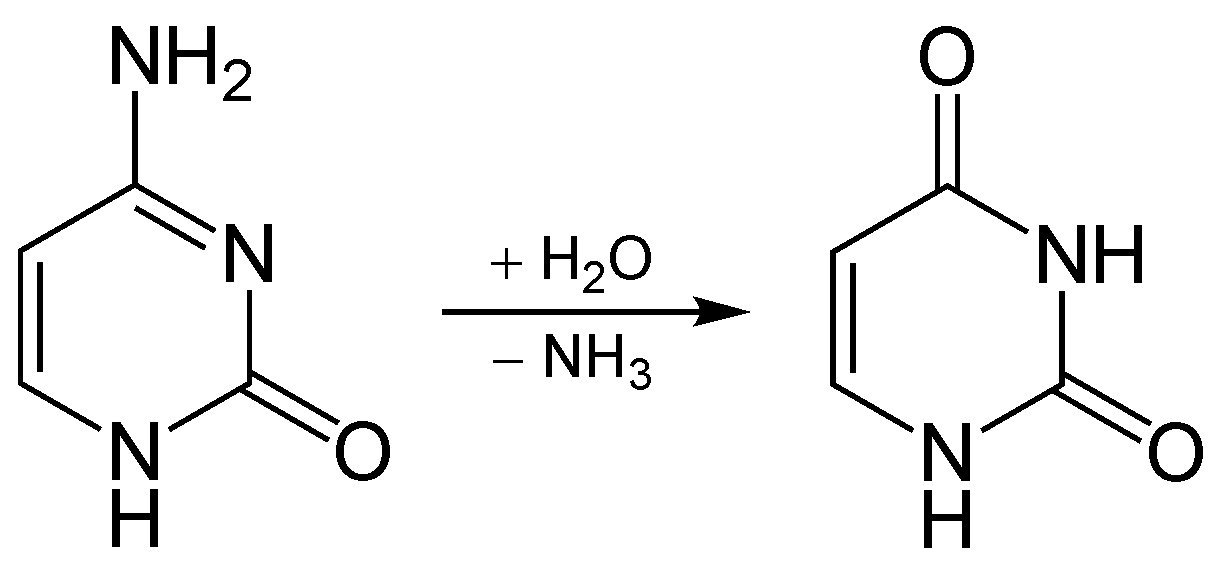
Deaminace a hydrolýza cytosinu na uracil

Nukleová kyselina RNA vznikla evolučně dřív než DNA. V RNA se vyskytuje uracil, v DNA se místo uracilu vyskytuje thymin. Uracil je proto evolučně původnější složkou nukleových kyselin než složitější thymin, který navíc obsahuje methylovou skupinu na uhlíku C5. Pro buňky je tedy snazší vyrábět uracil než thymin, a jelikož je molekul RNA v buňce vysoké množství a neustále se obnovují, používá se v RNA uracil. V dvouvláknových částech RNA tvoří uracil komplementární pár s adeninem, slaběji se však wobblerovým párováním váže i s guaninem nebo inosinem.
V DNA se místo uracilu vyskytuje thymin, protože tak široké možnosti párování uracilu by v DNA mohly způsobit změnu základní sekvence (mutaci) a informace geneticky zakódovaná v nukleotidové sekvenci by byla změněna. Na základě chyby se však uracil i do řetězce DNA může vzácně dostat, a to zejména ze dvou příčin:
- Deaminací cytosinu přítomného v řetězci na uracil, například adicí vodíkového kationtu z molekuly alkylovaného guaninu. Pokud by v DNA došlo k náhodné deaminaci cytosinu na uracil, nešlo by rozlišit, zda tento uracil do DNA patří nebo zda vznikl deaminací cytosinu.[2]
- Substitucí thyminu za uracil, pokud se v okamžiku replikace DNA vyskytuje větší množství deoxyuridinu.[4] Uracil vyskytující se v DNA může být rozpoznán specifickými opravnými enzymy jako mutovaná báze. Je pak odstraněn a vyměněn za cytosin (oprava excize báze).

## Příbuzné sloučeniny

Dihydrouracil
Thymin
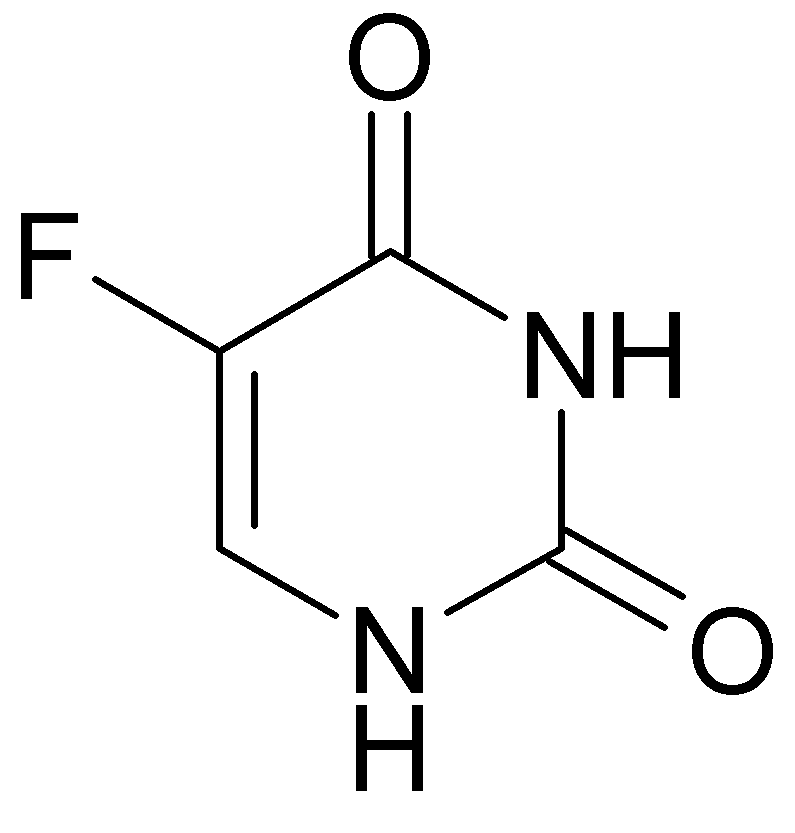
Fluoruracil
Chloruracil
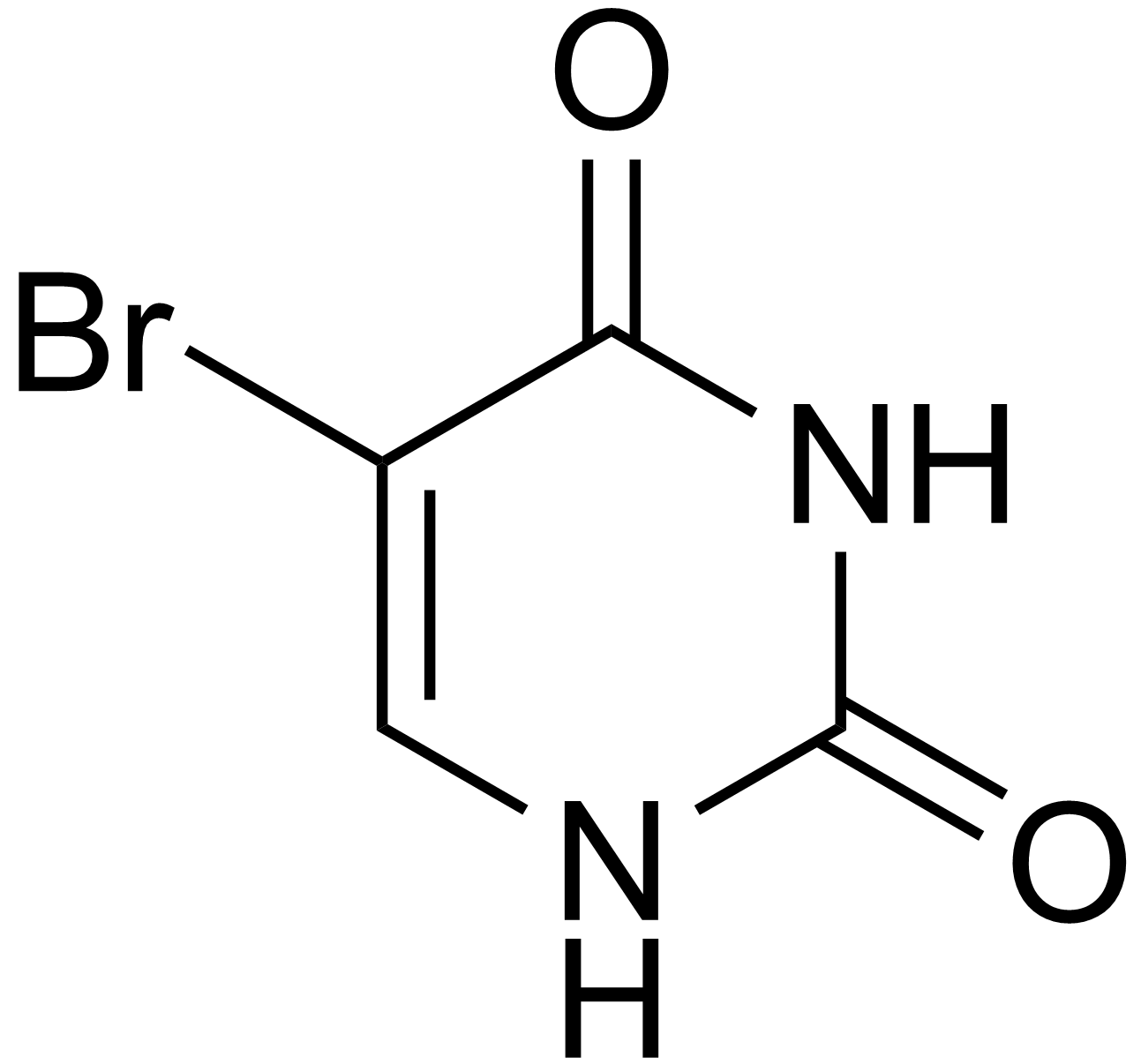
Bromuracil